# ヘンリー・レイパー
ヘンリー・レイパー（Henry Raper、1799年 - 1859年1月6日）は、19世紀において航法の権威とされたイギリス海軍の大尉。その業績のひとつは、天測航法において経度計測の主要な手法である月距法を用いた場合、異なる時点の観測結果から生じる誤差の計量化であった。レイバーの研究成果の恩恵を早い時期に受けたひとりはロバート・フィッツロイであり、艦長を務めたビーグルの2回目の遠征（1831年 - 1836年）は、これに乗り組んだチャールズ・ダーウィンの業績によって有名になった。

## 経歴
レイパーは、海軍提督であった同名の父ヘンリー・レイパー（Henry Raper、1767年 - 1845年）の長男として生まれ、海軍に入った。1815年には、マレー・マックスウェル (Murray Maxwell) 艦長の下、アマースト卿 (Lord Amherst) を乗せて中国へ派遣された「アルセスト (HMS Alceste)」に乗り組んで中国へ派遣されたが、レイパーはその帰路にこの艦の難破を経験し、生き延びた。1822年から、ウィリアム・ヘンリー・スミス艦長の下、輸送艦「アドヴェンチャー (HMS Adventure)」にクロノメーター担当として乗り組み、地中海方面の任務に就き、1923年に大尉に昇進した。
1825年、レイパーは、フレデリック・ウィリアム・ビーチー (Frederick William Beechey) 艦長が率いる「ブロッサム (HMS Blossom)」で太平洋方面の調査に赴く任務を拒んで現役を離れ、以降はもっぱら航法の研究に取り組んだ。また、1839年から1942年にかけて、王立天文学会の事務局長 (Secretary) を務めた。
レイパーの最大の業績は、後代への影響力も大きかった著書『The Practice of Navigation and Nautical Astronomy』（1840年初版）であり、これに対して王立地理学会は1841年に金メダル（創立者メダル）を授与している。バッキンガムシャー州ディントン (Dinton) のセント・ピーター・アンド・セント・ポール教会 (St Peter & St Paul's Church) にあるレイパーの碑には、この著作が「航海するものすべてに広く受け入れられた業績 (a work universally adopted by the naval service)」だったと記されている。
レイパーは、 1859年1月6日に、イングランド、デヴォン州のトーキーで没した。

## 著書
- Henry Raper, The Practice of Navigation and Nautical Astronomy - 1840年初版[4]